# جودیویل (ایندیانا)
جودیویل (به انگلیسی: Judyville) یک منطقهٔ مسکونی در ایالات متحده آمریکا است که در شهرستان وارن، ایندیانا واقع شده‌است. جودیویل ۲۳۳ متر بالاتر از سطح دریا واقع شده‌است.